# Снасудово
Снасудово — деревня в Вологодском районе Вологодской области.
Входит в состав Подлесного сельского поселения, с точки зрения административно-территориального деления — в Подлесный сельсовет.
Расстояние по автодороге до районного центра Вологды — 15 км, до центра муниципального образования Огарково — 2 км. Ближайшие населённые пункты — Невинниково, Конюхово, Юрьевцево, Реброво, Лисицыно.
По переписи 2002 года население — 91 человек (36 мужчин, 55 женщин). Преобладающая национальность — русские (99 %).